# Saturn Aura
La Saturn Aura est un véhicule de la catégorie familiale routière de Saturn produit de l'été 2006 jusqu'à octobre 2009. Elle remplace la Saturn L-Series, qui avait été arrêtée en 2005.
La présentation a eu lieu en janvier 2005 au Salon international de l'automobile d'Amérique du Nord sous forme de concept car, puis en avril 2006 au Salon de l'automobile de New York sous forme de modèle de série.
Le véhicule est basé sur la plate-forme Epsilon I Extended (GMX384) de General Motors.

## Historique du modèle

### Général
Les ventes de l'Aura ont débuté en 2006 pour l'année-modèle 2007. Le modèle a été commercialisée jusqu'à l'année-modèle 2010, dernière année du constructeur Saturn à la suite de la réorganisation de General Motors.
L'intérieur de l'Aura a également marqué une nouvelle orientation pour Saturn, en adoptant un style plus européen. Le design de l'intérieur diffère de celui de la Ion, qui a été très critiqué. Sur le modèle haut de gamme XR, l'intérieur était proposé en option avec du cuir sellier et des palettes de changement de vitesse, ainsi qu'avec des commandes radio au dos du siège. Bien que loué pour son design et sa finition, l'intérieur de l'Aura a été critiqué pour l'utilisation de matériaux bon marché.
Contrairement à sa prédécesseure, l'Aura n'était disponible qu'en berline tricorps.

### Rappel
Le 21 septembre 2012. General Motors a rappelé 473 841 véhicules concernant les Chevrolet Malibu, Pontiac G6 et Saturn Aura des années modèles 2007 à 2010 équipés de transmissions automatiques à quatre vitesses. Le problème est une condition qui pourrait faire rouler les voitures lorsqu'elles sont en position de stationnement. Le rappel concerne 426 240 véhicules aux États-Unis, 40 029 au Canada et 7 572 sur d'autres marchés.

## Finitions
- XE (2006 - 10/2009) : Entrée de gamme, initialement équipée du V6 3.5L LZ4 et de la boîte de vitesse GM 4T45-E à 4 rapports. À partir de l'année-modèle 2008 elle peut recevoir le 4 cylindres en ligne Ecotec LE5 2.4L.

- XR (2006 - 10/2009) : Haut de gamme sportif, initialement équipée du V6 3.6L LY7 et de la boîte de vitesse GM-Ford 6T70 à 6 rapports. À partir de l'année-modèle 2009 elle peut recevoir le 4 cylindres en ligne Ecotec LE5 2.4L.

- Green Line (03/2007 - 10/2009) : Version hybride équipée du 4 cylindres en ligne Ecotec LAT 2.4L combiné à un moteur électrique et la boîte de vitesse GM 4T45-E à 4 rapports.

## Gallerie

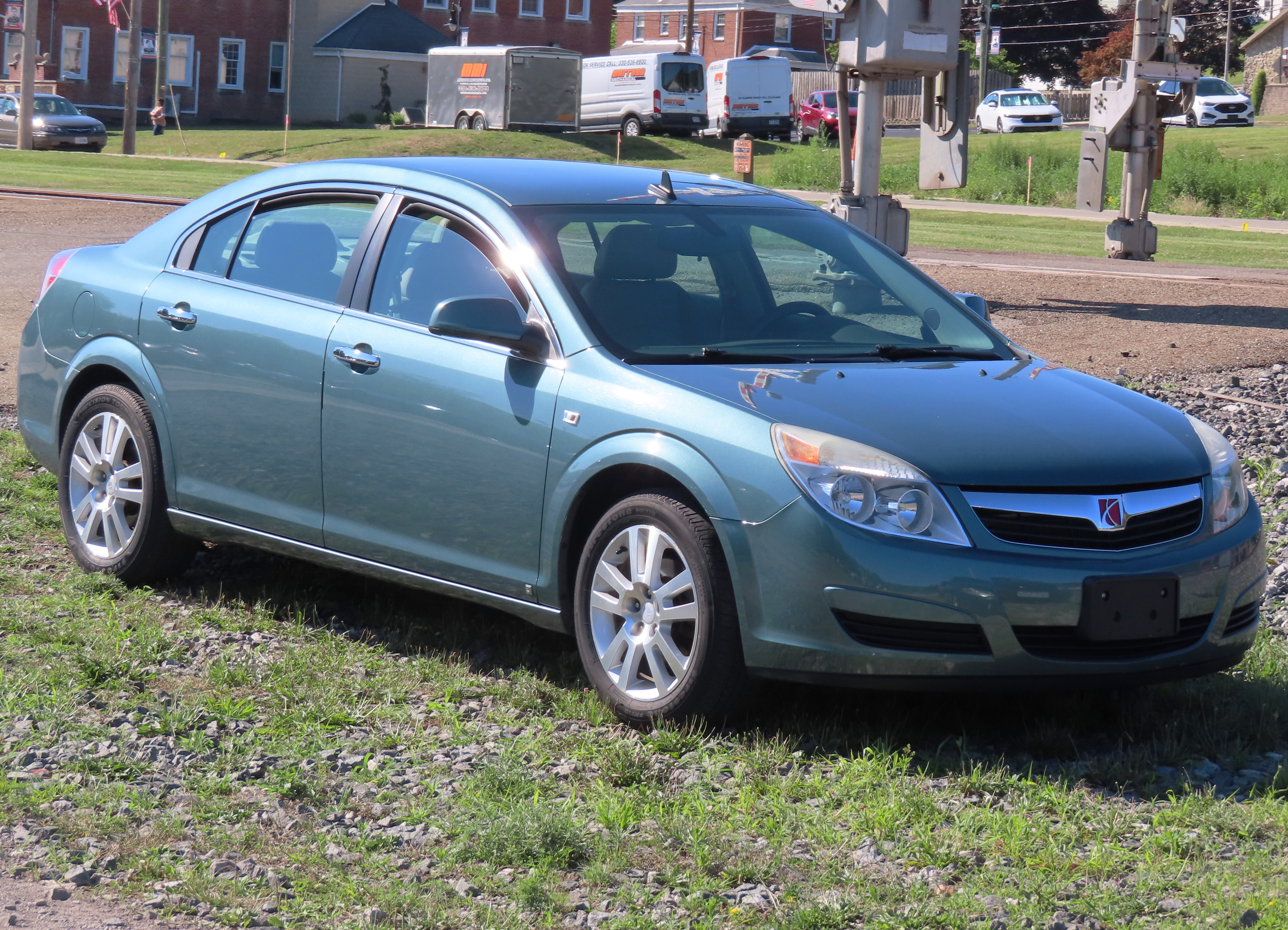
Saturn Aura XR
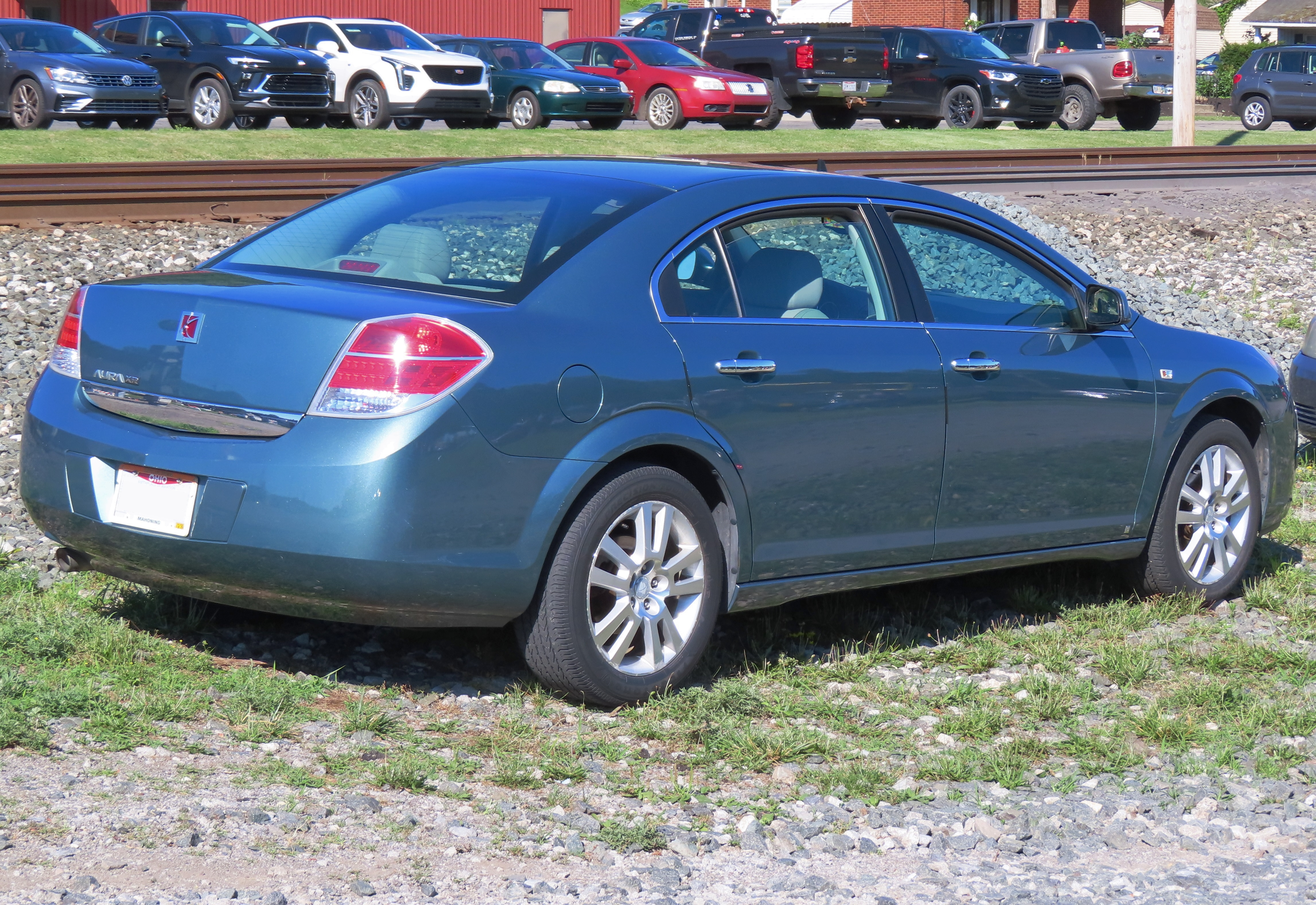
Saturn Aura XR
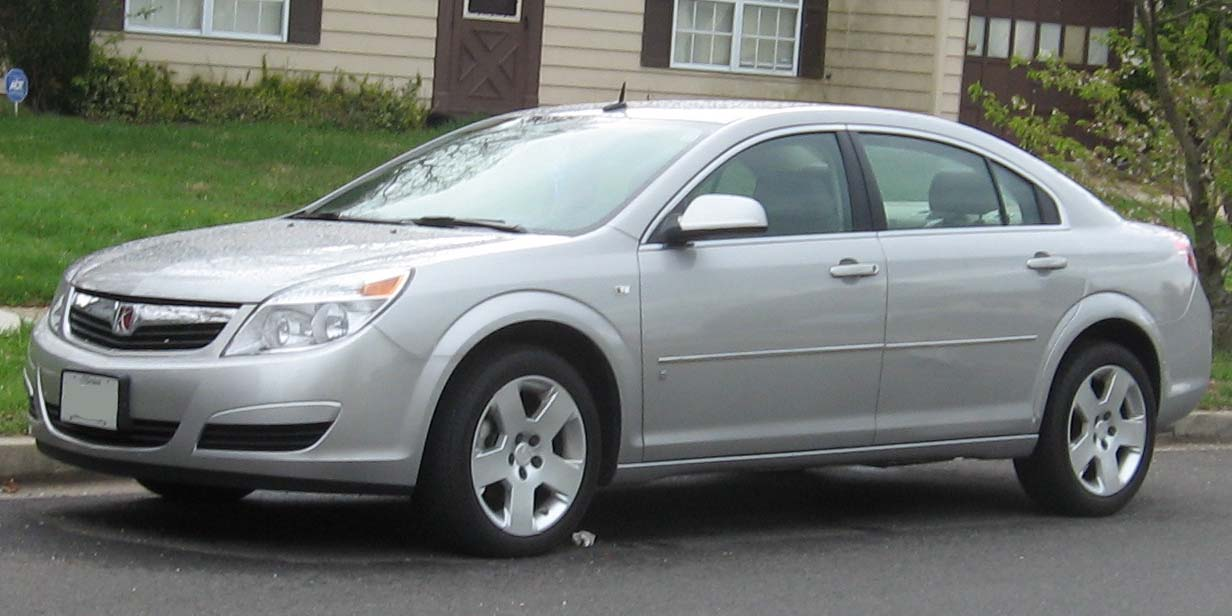
Saturn Aura XE
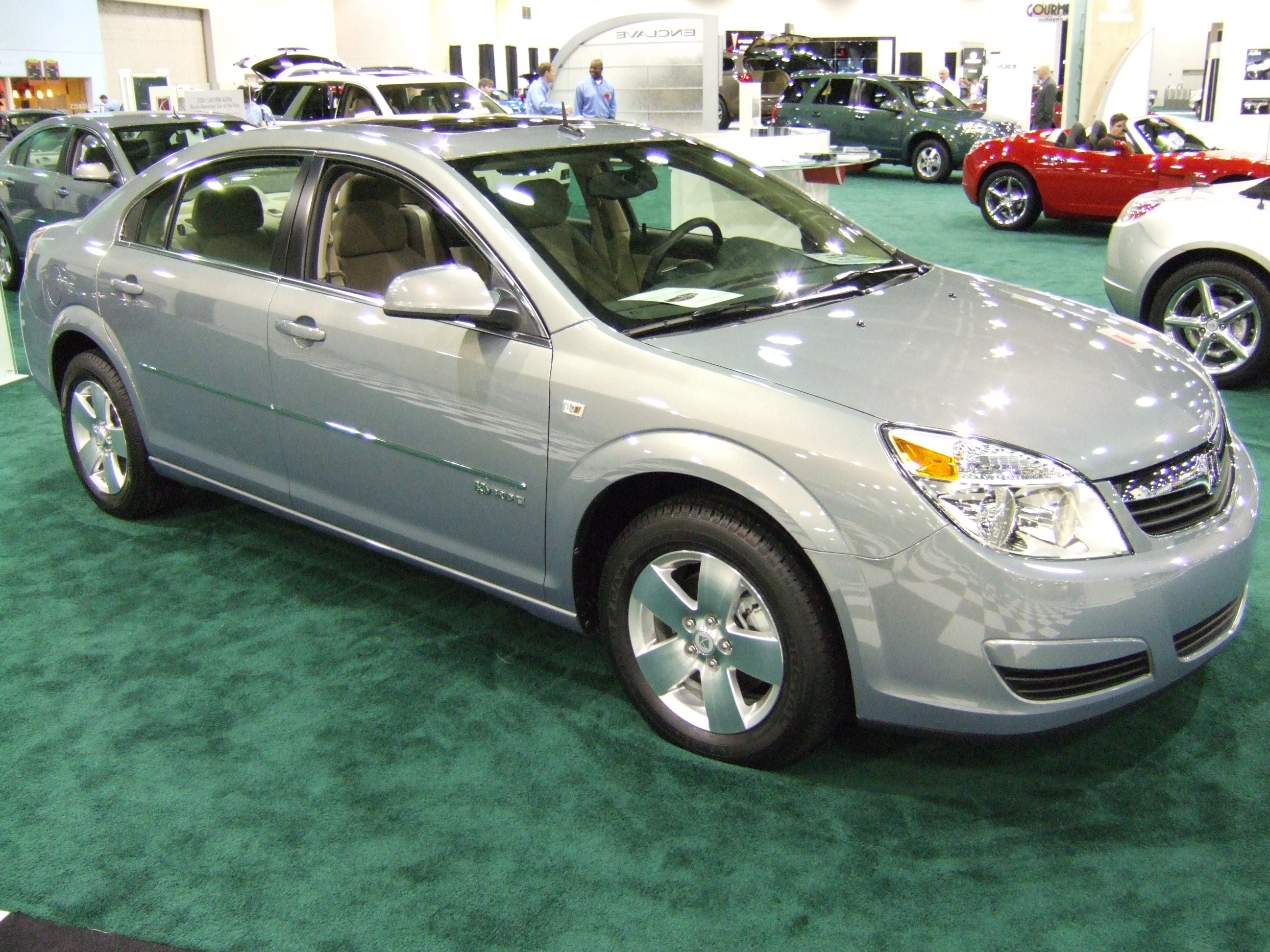
Saturn Aura Green Line